# Championnat du Liberia de football 2023-2024
Navigation
Edition précédente Edition suivante
La saison 2023-2024 du Championnat du Liberia de football est la 50e édition du championnat de première division liberien.
Le club Watanga FC remporte le championnat et son deuxième titre de champion. Le club remporte également la Supercoupe du Liberia cette saison.

## Participants
- LISCR FC
- Mighty Barrolle
- LPRC Oilers
- Watanga FC
- FC Bea Mountain
- Freeport FC
- Nimba Kwado
- Invincible Eleven
- Heaven Eleven FC
- Muscat FC est renommé FC Kallon-Liberia[3]
- Cece United
- Paynesville FC -  promu de D2
- Global Pharma FC -  promu de D2
- NPA Anchors FC -  promu de D2

## Compétition

### Classement
Le classement est établi sur le barème de points classique (victoire à 3 points, match nul à 1, défaite à 0). Pour départager les égalités, on tient d'abord compte de la différence de buts générale, puis du nombre de buts marqués, puis des confrontations directes.
| Rang | Équipe             | Pts | J  | G  | N  | P  | Bp | Bc | Diff |
| ---- | ------------------ | --- | -- | -- | -- | -- | -- | -- | ---- |
| 1    | Watanga FC         | 61  | 26 | 18 | 7  | 1  | 54 | 14 | +40  |
| 2    | FC Bea Mountain    | 48  | 26 | 14 | 6  | 6  | 43 | 29 | +14  |
| 3    | LISCR FC T         | 48  | 26 | 15 | 3  | 8  | 36 | 27 | +9   |
| 4    | Mighty Barrolle    | 47  | 26 | 14 | 5  | 7  | 49 | 28 | +21  |
| 5    | Heaven Eleven FC   | 46  | 26 | 13 | 7  | 6  | 65 | 45 | +20  |
| 6    | Paynesville FC P,C | 44  | 26 | 13 | 5  | 8  | 63 | 41 | +22  |
| 7    | Global Pharma FC P | 37  | 26 | 11 | 4  | 11 | 30 | 34 | -4   |
| 8    | LPRC Oilers        | 31  | 26 | 7  | 10 | 9  | 40 | 43 | -3   |
| 9    | Invincible Eleven  | 30  | 26 | 7  | 9  | 10 | 26 | 35 | -9   |
| 10   | FC Kallon-Liberia  | 30  | 26 | 8  | 6  | 12 | 40 | 58 | -18  |
| 11   | Freeport FC        | 29  | 26 | 7  | 8  | 11 | 34 | 46 | -12  |
| 12   | Nimba Kwado        | 28  | 26 | 7  | 7  | 12 | 27 | 40 | -13  |
| 13   | Cece United        | 20  | 26 | 5  | 5  | 16 | 31 | 44 | -13  |
| 14   | NPA Anchors FC P   | 5   | 26 | 1  | 2  | 3  | 25 | 72 | -47  |

|  | Qualification pour la Ligue des Champions de la CAF                                      |
|  | Qualification pour la Coupe de la confédération                                          |
|  | Relégation                                                                               |
|  | T : Tenant du titre C : Vainqueur de la Coupe du Liberia 2024 P : Promu de Second League |

## Bilan de la saison
| Championnat du Liberia de football 2023-2024                        |                       |
| Champion                                                            | Watanga FC (2e titre) |
| Coupes et trophées                                                  |                       |
| Vainqueur de la Coupe du Liberia 2023-2024                          | Paynesville FC        |
| Qualifications continentales                                        |                       |
| Ligue des champions de la CAF 2024-2025                             | Watanga FC            |
| Coupe de la confédération 2024-2025                                 | Paynesville FC        |
| Promotions et relégations                                           |                       |
| Promus en First Division                                            | Discoveries SA FC     |
| Promus en First Division                                            | Shaita FC             |
| Promus en First Division                                            | Black Man Warrior FC  |
| Relégués en Championnat du Liberia de football de deuxième division | Nimba Kwado           |
| Relégués en Championnat du Liberia de football de deuxième division | Cece United           |
| Relégués en Championnat du Liberia de football de deuxième division | NPA Anchors FC        |